# Teresa de Leão
Teresa de Leão (em galego-português: Tareyia, Tarasia ou Tareja; c. 1080 – Mosteiro de Montederramo, 11 de novembro de 1130) foi a segunda e última governante do Condado Portucalense da Casa de Borgonha e a primeira pessoa a governar o território com soberania plena e a usar o título de "Rainha". Filha do imperador Afonso VI de Leão e Castela, o seu governo de dezasseis anos (1112-1128), após a morte do seu marido, o conde Henrique de Borgonha, representa uma etapa fundamental e de crescente autonomização na génese de Portugal.
Figura de excecional estatura política, Teresa implementou um projeto de poder que visava a consolidação de um vasto domínio no ocidente peninsular, rivalizando diretamente com a sua meia-irmã, Urraca, Rainha de Leão e Castela. A sua governação foi caracterizada por uma intensa atividade diplomática, que lhe garantiu o reconhecimento do seu título régio pelo Papado, e por uma constante prontidão militar, defendendo as fronteiras contra os Almorávidas e afirmando a sua autoridade no complexo xadrez político dos reinos cristãos. A sua aliança estratégica com a alta nobreza galega, selada na sua união com o poderoso conde Fernão Peres de Trava, foi o pilar do seu projeto, mas também a causa da sua queda. Esta aliança alienou a nobreza portucalense, que, sentindo-se marginalizada e ameaçada na sua proeminência, uniu-se em torno do jovem infante Afonso Henriques. O confronto final, na Batalha de São Mamede, ditou o fim do governo de Teresa e a vitória do projeto político que levaria, poucos anos depois, à fundação do Reino de Portugal.
O seu legado é paradoxal: o seu projeto pessoal de um reino galaico-português foi derrotado, mas os dezasseis anos em que governou Portucale como um reino de facto, com uma chancelaria, uma política externa e um exército próprios, foram o passo indispensável que tornou a independência de Portugal não só possível, mas talvez inevitável.

## Contexto Histórico: O Ocidente Ibérico na Viragem do Século XII
Teresa de Leão nasceu e governou num dos períodos mais dinâmicos e violentos da história ibérica. O seu pai, Afonso VI, "Imperador de toda a Hispânia", personificava o apogeu do poder leonês. O seu reinado foi definido pela Reconquista, um processo secular de expansão dos reinos cristãos do norte sobre os territórios muçulmanos de Al-Andalus. O sistema de taifas, reinos muçulmanos fragmentados e rivais, permitiu a Afonso VI impor a sua hegemonia através das parias, pesados tributos em ouro que enchiam os seus cofres e financiavam o seu poderio militar. A conquista da antiga capital visigótica de Toledo em 1085 foi o clímax desta política, uma vitória de imenso valor estratégico e simbólico.
A queda de Toledo, no entanto, provocou uma reação islâmica unificada e devastadora. Os emires das taifas, em desespero, solicitaram a intervenção dos Almorávidas, um império berbere rigorista que havia unificado o Magrebe. A chegada do seu líder, Yusuf ibn Tashfin, e a subsequente e esmagadora derrota do exército de Afonso VI na Batalha de Zalaca (1086), reverteram subitamente a balança de poder. A iniciativa regressou ao lado muçulmano, e os reinos cristãos foram forçados a uma guerra defensiva total.
Neste novo e perigoso cenário, Afonso VI intensificou a sua abertura à Europa. As reformas cluníacas já haviam criado fortes laços religiosos e culturais, e agora o imperador promovia ativamente a vinda de nobres e cavaleiros, especialmente da Borgonha, para combaterem na Península em troca de prestígio, riqueza e alianças matrimoniais. Foi esta política que atraiu Henrique de Borgonha e o seu primo Raimundo de Borgonha. A entrega do Condado da Galiza a Raimundo (casado com a herdeira Urraca) e, posteriormente, a separação da sua parte mais a sul, o Condado Portucalense, para Henrique e Teresa, foi uma decisão geopolítica calculada. O objetivo era criar um senhorio militar forte na fronteira sudoeste, capaz de absorver os ataques almorávidas e, ao mesmo tempo, de conter a poderosa e frequentemente rebelde nobreza galega.

## Origens e Condado Portucalense (1096-1112)
Teresa era filha de Afonso VI e de Ximena Moniz, uma figura proeminente da aristocracia leonesa, filha do conde Munio Moniz de Bierzo. Embora crónicas posteriores a tenham classificado como concubina, o que tornaria Teresa ilegítima, a sua posição na corte e a natureza do seu dote sugerem um estatuto mais elevado. A possibilidade de um casamento secreto ou de uma união de direito consuetudinário, mais tarde dissolvida, foi levantada por diversos historiadores. Independentemente da formalidade canónica, o reconhecimento público por parte do imperador era inquestionável.
Por volta de 1094, Teresa casou com Henrique de Borgonha. O casal recebeu o Condado Portucalense, um território que, a partir de 1096, governariam com autonomia crescente, reportando diretamente a Afonso VI. Juntos, levaram a cabo uma política de expansão territorial e de fortalecimento do poder condal. Repovoaram e fortificaram Coimbra, estabelecendo a fronteira sul na linha do Mondego e, esporadicamente, realizando incursões até ao Tejo. Concederam forais, fizeram doações a mosteiros e consolidaram a sua autoridade sobre a nobreza local.

## O Governo Soberano de Teresa (1112–1128)

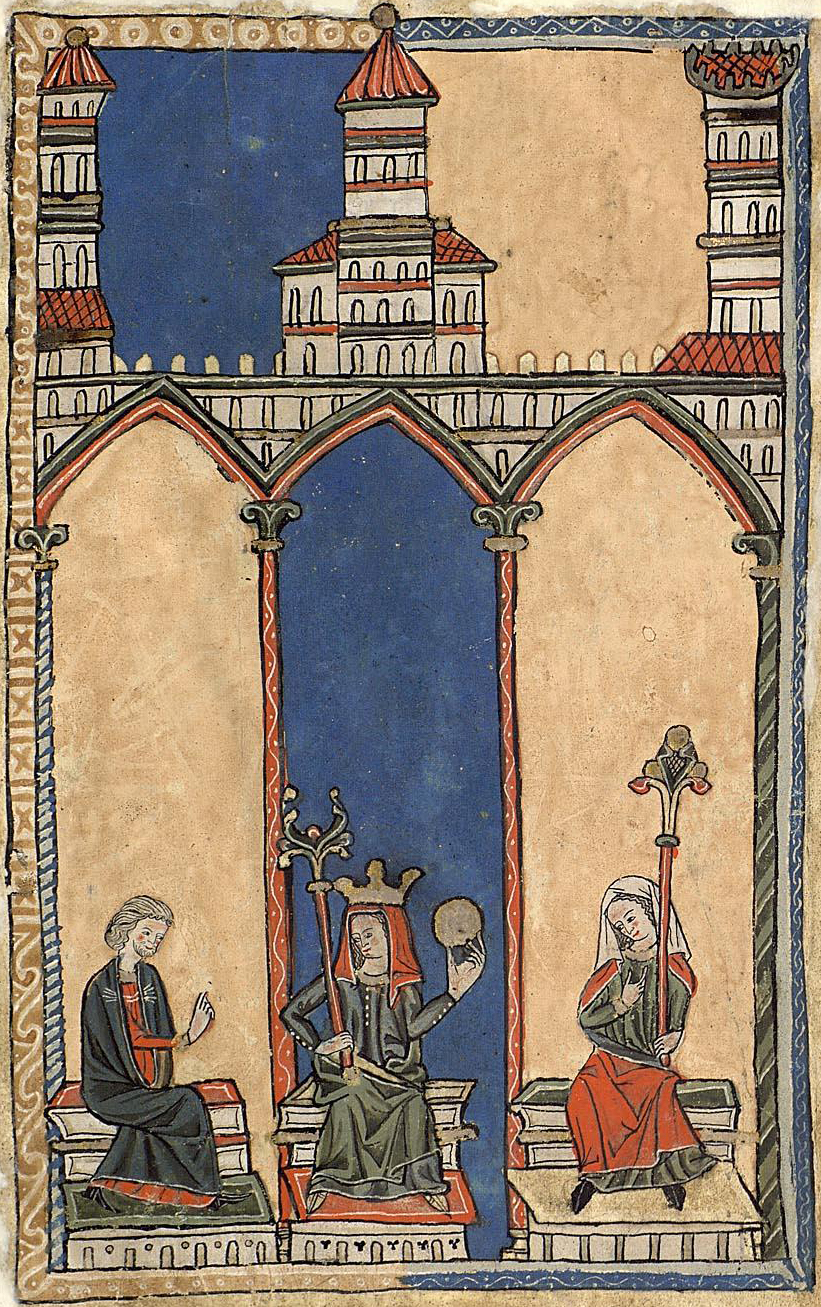
Miniatura do século XIII do Tumbo de Toxosoutos. A interpretação tradicional identifica as figuras como Teresa de Leão (centro), a sua filha Urraca Henriques (direita) e Bermudo Peres de Trava (esquerda). A proximidade entre Teresa e o nobre galego é notória na representação.

A morte do Conde Henrique em 1112, em Astorga, não relegou Teresa para o papel de regente de um filho menor. Pelo contrário, foi o momento da sua afirmação política. Como filha do Imperador Afonso VI, reclamou para si a governação por direito próprio (iure proprio).

### A Chancelaria e a Afirmação da Soberania
A mais clara evidência do projeto político de Teresa encontra-se na análise dos seus documentos oficiais, a sua diplomática. Imediatamente após a morte de Henrique, a sua chancelaria começou a desenvolver uma titulatura que a distinguia de uma mera condessa viúva. Evoluiu de "Teresa, Infanta de Leão", para a fórmula plena de soberania: Ego regina Taresia de Portugal regis Ildefonssis filia ("Eu, a rainha Teresa de Portugal, filha do rei Afonso"). Esta não era uma pretensão vaga; era uma declaração de que a sua autoridade emanava não do seu falecido marido, mas diretamente do seu sangue real e do território que governava.
A legitimação externa deste estatuto foi um dos seus maiores triunfos. A 18 de junho de 1116, o Papa Pascoal II, na Bula Fratrum Nostrum, dirigiu-se-lhe explicitamente como "Rainha Teresa". Este reconhecimento pela mais alta autoridade da Cristandade era um instrumento diplomático de valor incalculável, que a colocava em pé de igualdade com a sua irmã Urraca e lhe conferia uma aura de legitimidade divina.

### Política Interna e Relações com a Igreja
Internamente, Teresa consolidou o seu poder através de uma governação ativa. Continuou a política de concessão de forais, como o de Soure, atraindo povoadores e fomentando o desenvolvimento económico de centros urbanos, que se tornavam focos do seu poder.
A sua relação com a Igreja foi complexa e estratégica. Apoiou fortemente o arcebispo de Braga, Maurício Burdino, na sua luta pela primazia das sés de Espanha contra o arcebispo de Toledo. Quando Burdino se tornou o Antipapa Gregório VIII com o apoio do imperador germânico, Teresa manteve-se habilmente numa posição de neutralidade, evitando um conflito aberto com o papado legítimo. O seu sucessor em Braga, Paio Mendes, tornar-se-ia, paradoxalmente, um dos seus maiores opositores e o principal arquiteto da ascensão do seu filho.

### Desafios Militares e Diplomáticos: Lanhoso e a Aliança Galega
O governo de Teresa enfrentou constantes ameaças. A sul, liderou a resistência ao grande cerco almorávida de Coimbra em 1117. A norte, a rivalidade com a sua irmã Urraca culminou na invasão do Condado em 1121. Derrotada militarmente e cercada no Castelo de Lanhoso, Teresa usou a diplomacia para reverter a situação. O Tratado de Lanhoso, embora formalmente um ato de submissão, na prática neutralizou Urraca e garantiu a Teresa a posse do seu condado, numa demonstração de notável astúcia política.
Após este episódio, e com a subida ao trono leonês do seu sobrinho Afonso VII, Teresa virou-se decisivamente para a Galiza. A sua união com o conde Fernão Peres de Trava, o magnata mais poderoso da região, não foi um mero romance, mas a pedra angular de um novo projeto político: a criação de uma entidade política independente no Ocidente peninsular, unindo Portucale e a Galiza sob o seu controlo. Fernão Peres passou a dominar a cúria de Teresa, assumindo tenências-chave e confirmando como principal nobre todos os documentos régios.

### A Oposição Portucalense e a Ascensão de Afonso Henriques

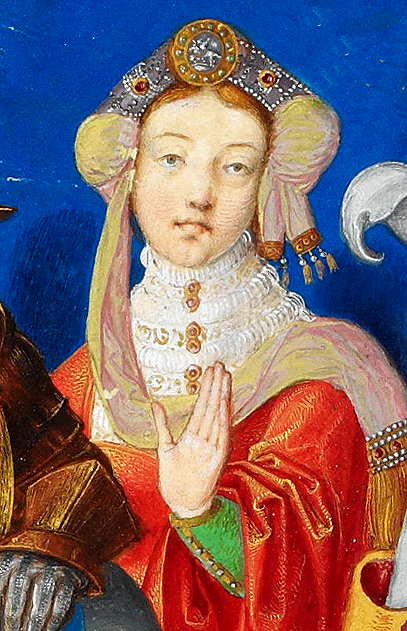
D. Teresa na Genealogia dos Reis de Portugal (c. 1530-1534), uma obra que ilustra a transição do poder de Teresa para o seu filho, Afonso Henriques, fundador da nova dinastia.

Este "governo galego" foi a causa direta da revolta da nobreza portucalense. Linhagens como os de Sousa, Ribadouro, e sobretudo os Maias, que haviam sido a base de poder do Conde Henrique, viram-se preteridas. A entrega de importantes tenências e a influência na corte aos nobres galegos não era apenas uma afronta ao seu prestígio; era uma ameaça direta à sua base de poder e ao seu património. Conforme analisado por José Mattoso, a aristocracia portucalense desenvolveu uma forte "consciência de grupo", unindo-se na oposição a um projeto que percebia como uma submissão à alta nobreza galega.
Esta fação encontrou no jovem Afonso Henriques, herdeiro legítimo do condado, o seu campeão. Sob a tutela do Arcebispo de Braga, Paio Mendes, Afonso Henriques tornou-se o catalisador da revolta. Em 1125, armou-se cavaleiro em Zamora, declarando a sua maioridade política e o seu desafio aberto à autoridade da mãe.

## O Confronto Final: São Mamede e a Queda (1128)

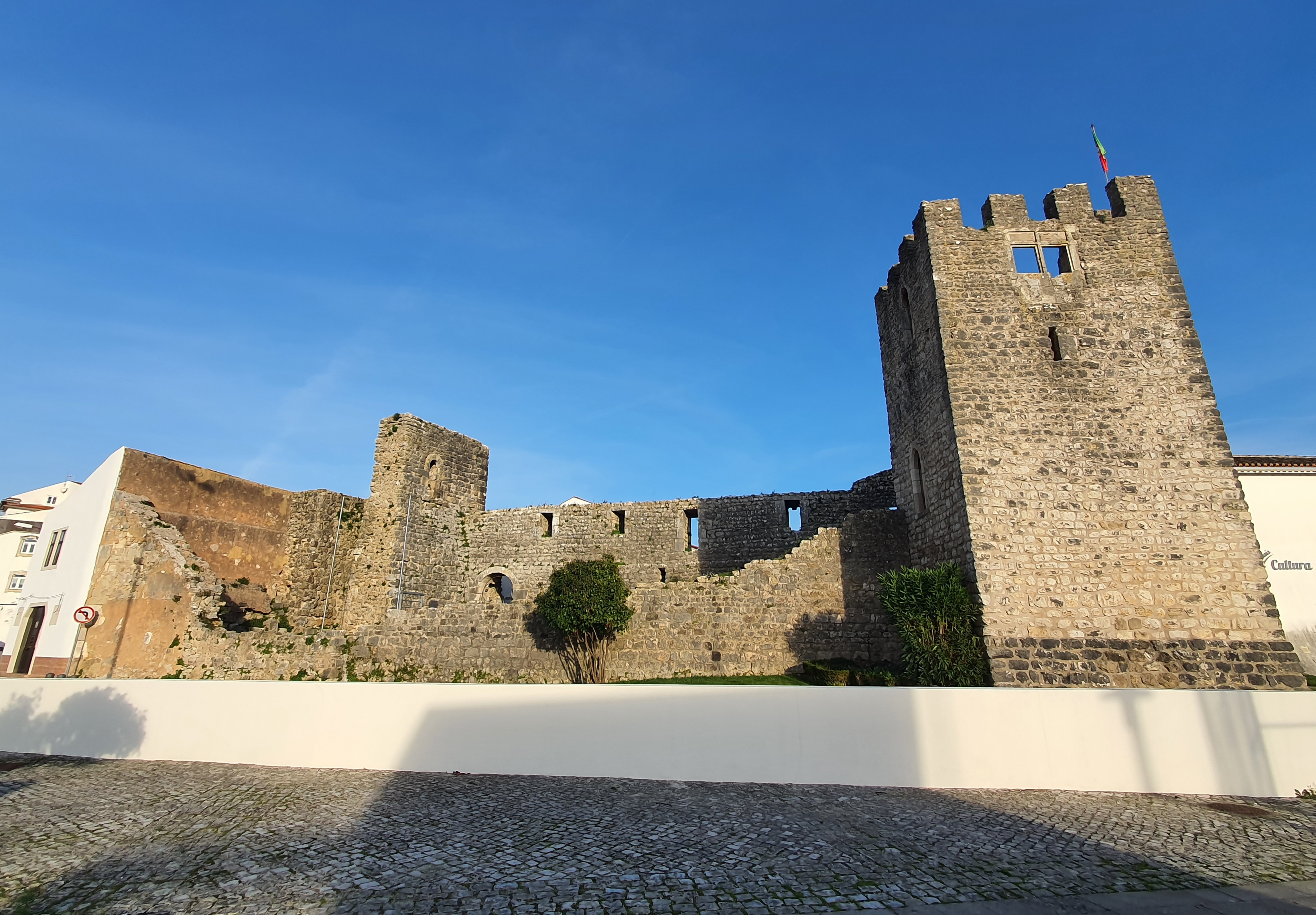
As ruínas do Castelo de Soure. Em março de 1128, num dos seus últimos atos de soberania, Teresa doou este castelo à Ordem dos Templários, reforçando a defesa do território que em breve perderia.

A guerra civil tornou-se inevitável. Após uma breve intervenção pacificadora de Afonso VII em 1127, que resultou no Cerco de Guimarães e num juramento de fidelidade de Afonso Henriques ao seu primo, as hostilidades recomeçaram.
A 24 de junho de 1128, as forças de Teresa e Fernão Peres de Trava confrontaram o exército de Afonso Henriques e dos barões portucalenses. A Batalha de São Mamede, travada perto de Guimarães, foi breve e decisiva. As tropas da rainha foram derrotadas. A Crónica dos Godos regista o evento com a perspetiva dos vencedores, afirmando que o infante tomou o reino que lhe era devido.

### Interpretações e Significado Histórico
A Batalha de São Mamede é um marco fundamental na história de Portugal. A historiografia nacionalista do século XIX consagrou-a como "a primeira tarde portuguesa", o momento da certidão de nascimento da nação. A visão académica contemporânea é mais matizada. A batalha não foi um confronto entre "Portugal" e a "Galiza", mas sim um conflito interno entre duas fações da nobreza com projetos políticos distintos e irreconciliáveis. O triunfo da fação liderada por Afonso Henriques não criou Portugal de imediato, mas tornou a sua criação possível, ao romper definitivamente com o projeto de união galaico-portuguesa e ao colocar no poder um líder cujo único objetivo passou a ser a obtenção da soberania plena para o seu condado.

## Exílio, Morte e Legado

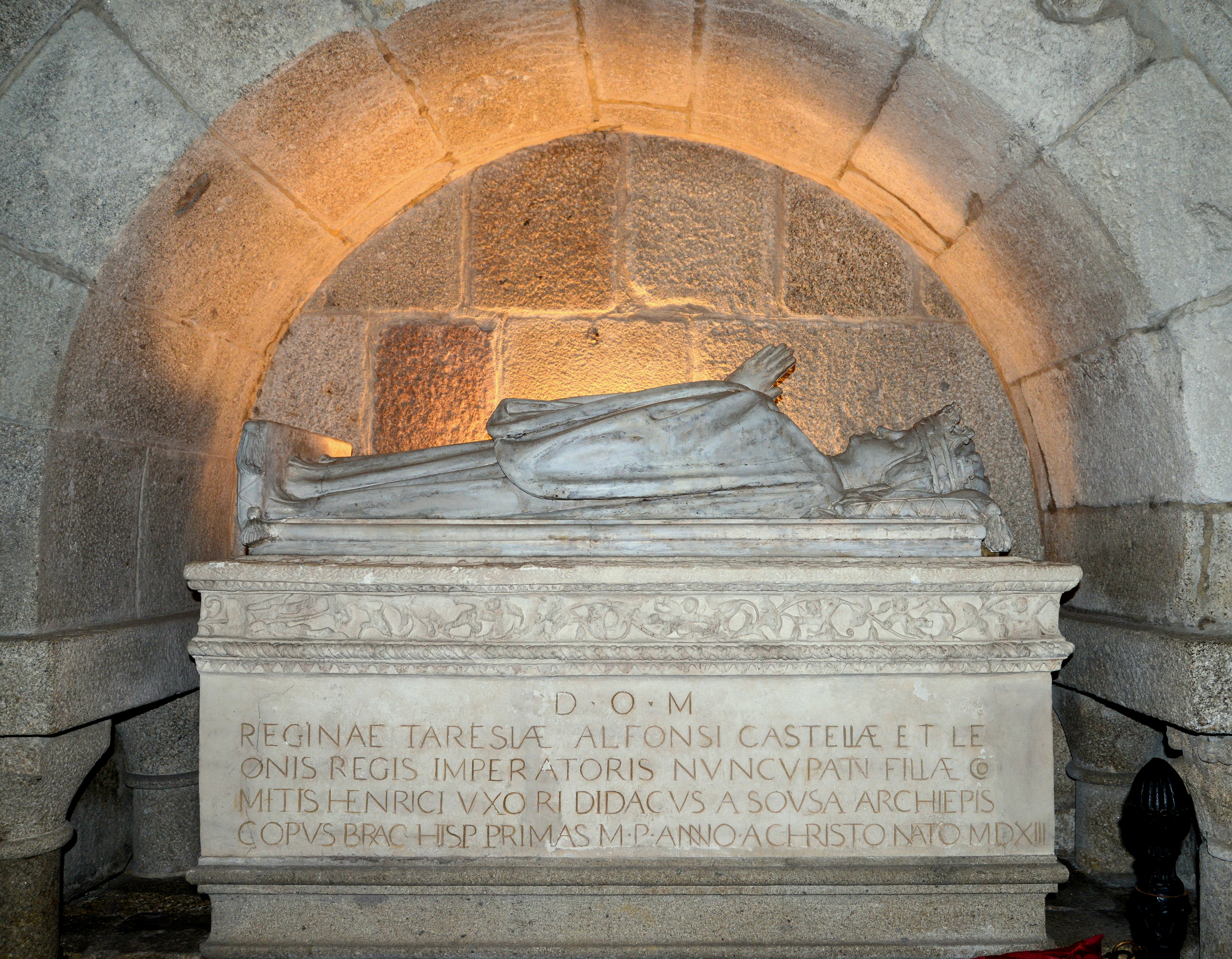
Túmulo de D. Teresa (esquerda) e do Conde D. Henrique (direita) na Sé de Braga. O sepultamento conjunto, por ordem do filho, foi um ato de legitimação dinástica, unindo os fundadores de Portugal na morte.

Após São Mamede, Teresa foi afastada do poder e exilou-se na Galiza com Fernão Peres de Trava, onde viveu os seus dois últimos anos. Faleceu a 11 de novembro de 1130 e foi inicialmente sepultada na Galiza.

### O Legado e a Memória Historiográfica
O legado de Teresa é complexo e paradoxal. O seu projeto político pessoal — um reino soberano que unisse Portucale e a Galiza — falhou. No entanto, o seu governo de dezasseis anos foi a etapa decisiva que solidificou a autonomia do Condado Portucalense. Ao governar como rainha, ao criar uma chancelaria própria, ao conduzir a sua própria política externa e ao defender militarmente as suas fronteiras, ela dotou o território de uma identidade e de instituições de governo distintas das de Leão. Teresa construiu a estrutura de um Estado soberano; o seu filho apenas teve de tomar posse dele e cortar o último laço formal de vassalagem.
A memória de Teresa foi, durante séculos, moldada pela perspetiva dos seus vencedores. As crónicas medievais e, mais tarde, historiadores como Herculano, tenderam a retratá-la como uma figura negativa, uma mulher dominada pela paixão e pela ambição, que traiu o legado do marido e o direito do filho. A historiografia do século XX e XXI, no entanto, reavaliou profundamente a sua figura, reconhecendo-a hoje como uma das mais formidáveis líderes políticas do seu tempo, uma governante racional e astuta que lutou por um projeto de poder coerente com os meios de que dispunha.
O seu ato final de legitimação veio do próprio filho que a depôs. Anos mais tarde, D. Afonso I, já rei de Portugal, ordenou o translado dos seus restos mortais para a Sé de Braga, para que repousassem ao lado do Conde D. Henrique. Este ato encerrava o conflito, unindo simbolicamente no panteão da nova nação as duas figuras — o pai guerreiro e a mãe rainha — que, através da sua cooperação e do seu conflito, tornaram Portugal uma realidade.

## Descendência
Do seu casamento com Henrique de Borgonha (c. 1066–1112), nasceram:
- Afonso Henriques (n. c. 1094), morreu na infância.
- Urraca Henriques (c. 1095–depois de 1169), casou com D. Bermudo Peres de Trava, consolidando a primeira aliança com a poderosa Casa de Trava.
- Sancha Henriques (c. 1097–1163), casou com D. Sancho Nunes de Celanova e, em segundas núpcias, com D. Fernão Mendes de Bragança II, senhor de Bragança.
- Teresa Henriques (n. c. 1098).
- Afonso Henriques (1109–1185), primeiro rei de Portugal. Casou com Mafalda de Saboia.

Da sua união com o conde Fernão Peres de Trava (c. 1090–1155), nasceram:
- Teresa Fernandes de Trava (m. 1180), casou com o conde Nuno Peres de Lara e depois com o rei Fernando II de Leão, tornando-se Rainha consorte de Leão.
- Sancha Fernandes de Trava (m. c. 1184), casou com o conde Álvaro Rodrigues de Sarria.